# 시미즈 다카시 (영화 감독)
1995년부터 영화 일을 시작해 1999년 각본과 연출을 맡은 비디오판 주온을 히트 시키며 단숨에 호러 영화계의 주목을 받았다. 구로사와 기요시와 다카하시 히로시의 추천으로 토미에 리버스를 연출하면서 극장용 영화의 길로 들어선다. 주온에 모든 것을 건 감독답게 극장판 주온을 연출하고 이에 더해 할리우드판 리메이크까지 직접 연출하면서 말그대로 주온의 아버지라고 할만하다. 다만 주온 시리즈를 제외하면 눈에 띄는 히트작이 없는 것은 조금 안타까운 부분. 그나마 환생이 호평받았고 2019년에 나온 신작 하울링 빌리지가 평가와 상반된 흥행을 보여주며 속편 제작이 되며 재기에 성공하게 되었고, 이후 주카이 마을, 기괴도 등 많은 공포 영화들을 만들고 있다.

## 작품 목록
- 주온 시리즈
- 주온 1부
- 주온 극장판
- 그루지
- 그루지 2
- 그루지 2020
- 사나:저주의 아이
- 2024년 영화